# 玉山文人
玉山 文人（たまやま ふみと）は、日本のゲーム音楽作曲家。「ばいきんたまやま」「パツキンたまやま」などの名義を使用することもある。

## 略歴
東京都出身。國學院大學卒（タムソフト在職中に卒業）。別名は玉山詩人。かつてはグラフィックリサーチ（チーム百万石とも表記される）→タムソフトと渡り歩き、その後スタジオクリシェを率いて、様々なゲームタイトルに参加していた。同社解散後の詳細は不明。ゲームだけに捉われず、「シンセバー」の運営や音楽ユニットにスタッフとして参加するなど幅広い活動を行っている。

## 作品
- パワーミッション（共同）
- ジェムジェム
- ソロモンズ倶楽部：サウンドプログラム
- 恋は駆け引き
- ザードの伝説
  - ザードの伝説2（鈴木陽子、Thinp.UCHIBORIと共同）：音楽監督、アレンジ、サウンドドライバ制作も兼任
- バトルマニア：効果音
- バトルマニア大吟醸
- HOTDOG STORM（未発売：鈴木陽子、益子重徳と共同）
- キャプテン翼VS：アレンジ
- Jリーグ ファイティングサッカー
- ダービージョッキー：音楽監督
- タイムドミネーター[1]（共同）
- 神聖紀オデッセリアII
- シュタールフェーダー
- フィスト（益子重徳と共同）
- チョロQジェット：オープニング作詞作曲
- ドラえもんメモリーズ：サウンドドライバ制作

## 関連記事
- ゲーム音楽の作曲家一覧